# Colaconema
Genre
Colaconema est un genre d’algues rouges de la famille des Colaconemataceae.

## Liste d'espèces
Selon AlgaeBase (13 septembre 2020) :
- Colaconema americanum.-C.Jao
- Colaconema amphiroae (K.M.Drew) P.W.Gabrielson
- Colaconema asparagopsishemin
- Colaconema attenuatum (Rosenvinge) R.Nielsen
- Colaconema basiramosum M.J.Wynne &.W.Schneider
- Colaconema bisporum (Børgesen) I.-K.Hwang & H.-S.Kim
- Colaconema bonnemaisoniae Batters - type
- Colaconema caespitosum (J.Agardh) Jackelman, Stegenga & J.J.Bolton
- Colaconema chylocladiae Batters
- Colaconema coccineum (K.M.Drew) P.W.Gabrielson
- Colaconema codicola (Børgesen) Stegenga, J.J.Bolton & R.J.Anderson
- Colaconema comptum (Børgesen) I.-K.Hwang & H.-S.Kim
- Colaconema conchicola Lami
- Colaconema corymbiferum (Thuret) Alongi,ormaci & G.Furnari
- Colaconema dasyae (Collins) Stegenga, I.Mol, Prud'homme & Lokhorst
- Colaconema daviesii (Dillwyn) Stegenga
- Colaconema desmarestiae (Kylin) P.W.Gabrielson
- Colaconema dictyotae (Collins) I.-K.Hwang & H.-S.Kim
- Colaconema elegans (K.M.Drew) I.-K.Hwang & H.-S.Kim
- Colaconema emergens (Rosenvinge) R.Nielsen
- Colaconema erythrophyllum (C.C.Jao) P.W.Gabrielson
- Colaconema furcatum Tanaka
- Colaconema garbaryi P.W.Gabrielson
- Colaconema gracile (Børgesen) Ateweberhan & Prud'homme
- Colaconema gymnogongri (K.M.Drew) P.W.Gabrielson
- Colaconema gynandrum (Rosenvinge) R.Nielsen
- Colaconema hallandicum (Kylin) Afonso-Carrillo, Sanson, Sangil & Diaz-Villa
- Colaconema hancockii (E.Y.Dawson) J.N.Norris
- Colaconema hyalosiphoniae (Nakamura) I.-K.Hwang & H.-S.Kim
- Colaconema hypneae (Børgesen) A.A.Santos &.W.N.Moura
- Colaconema infestans (M.Howe & Hoyt) Woelkerling
- Colaconema interpositum (Heydrich) H.Stegenga, J.J.Bolton & R.J.Anderson
- Colaconema leptonema (Rosenvinge) Alongi,ormaci & G.Furnari
- Colaconema macounii (Collins) P.W.Gabrielson
- Colaconema minimum (Collins) Woelkerling
- Colaconema monorhizum H.Stegenga
- Colaconema nakamurae Woelkerling
- Colaconema naumannii (Askenasy) Prud'homme van Reine, R.J. Haroun & L.B.T. Kosterman ex D. Gabriel & Fredericq
- Colaconema nemalii (De Notaris ex L.Dufour) Stegenga
- Colaconema ophioglossum (Schneider) Afonso-Carrillo, Sansón & Sangil
- Colaconema panduripodium H.Stegenga, J.J.Bolton & R.J.Anderson
- Colaconema proskaueri (J.A.West) P.W.Gabrielson
- Colaconema punctatum (E.Y.Dawson) J.N.Norris
- Colaconema rhizoideum (K.M.Drew) P.W.Gabrielson
- Colaconema robustum (Børgesen) Huisman & Woelkerling
- Colaconema sarconemae A.A.Aleem
- Colaconema savianum (Meneghini) R.Nielsen
- Colaconema scinaiae (E.Y.Dawson) J.N.Norris
- Colaconema sinicola (E.Y.Dawson) J.N.Norris
- Colaconema subtilissimum (Kützing) Alongi,ormaci & G.Furnari
- Colaconema tetrasporum (Garbary & Rueness) Athanasiadis
- Colaconema thuretii (Bornet) P.W.Gabrielson
- Colaconema variabile (K.M.Drew) J.N.Norris

Selon World Register of Marine Species (13 septembre 2020) :
- Colaconema americanum C.-C.Jao, 1936
- Colaconema amphiroae (K.M.Drew) P.W.Gabrielson, 2000
- Colaconema asparagopsidis Chemin, 1927
- Colaconema asparagopsis Chemin, 1926
- Colaconema basiramosum M.J.Wynne & C.W.Schneider, 2008
- Colaconema bisporum (Børgesen) I.-K.Hwang & H.-S.Kim, 2011
- Colaconema bonnemaisoniae Batters, 1896
- Colaconema caespitosum (J.Agardh) Jackelman, Stegenga & J.J.Bolton, 1991
- Colaconema chylocladiae Batters, 1896
- Colaconema coccineum (K.M.Drew) P.W.Gabrielson, 2004
- Colaconema codicola (Børgesen) Stegenga, J.J.Bolton & R.J.Anderson, 1997
- Colaconema comptum (Børgesen) I.-K.Hwang & H.-S.Kim, 2011
- Colaconema conchicola Lami, 1939
- Colaconema corymbiferum (Thuret) Alongi, Cormaci & G.Furnari, 2017
- Colaconema dasyae (Collins) Stegenga, I.Mol, Prud'homme van Reine & Lokhorst, 1997
- Colaconema daviesii (Dillwyn) Stegenga, 1985
- Colaconema desmarestiae (Kylin) P.W.Gabrielson, 2004
- Colaconema dictyotae (Collins) I.-K.Hwang & H.-S.Kim, 2011
- Colaconema elegans (K.M.Drew) I.-K.Hwang & H.-S.Kim, 2011
- Colaconema emergens (Rosenvinge) R.Nielsen, 1994
- Colaconema erythrophyllum (C.C.Jao) P.W.Gabrielson, 2006
- Colaconema furcatum Tanaka, 1944
- Colaconema garbaryi P.W.Gabrielson, 2004
- Colaconema gracile (Børgesen) Ateweberhan & Prud'homme van Reine, 2005
- Colaconema gymnogongri (K.M.Drew) P.W.Gabrielson, 2004
- Colaconema gynandrum (Rosenvinge) R.Nielsen, 1994
- Colaconema hallandicum (Kylin) Afonso-Carillo, Sanson, Sangil & Diaz-Villa, 2007
- Colaconema hancockii (E.Y.Dawson) J.N.Norris, 2014
- Colaconema hyalosiphoniae (Nakamura) I.-K.Hwang & H.-S.Kim, 2011
- Colaconema hypneae (Børgesen) A.A.Santos & C.W.N.Moura, 2010
- Colaconema infestans (M.Howe & Hoyt) Woelkerling, 1973
- Colaconema interpositum (Heydrich) H.Stegenga, J.J.Bolton & R.J.Anderson, 1997
- Colaconema leptonema (Rosenvinge) Alongi, Cormaci & G.Furnari, 2017
- Colaconema macounii (Collins) P.W.Gabrielson, 2000
- Colaconema membranacea (Magnus) Woelkerling, 1973
- Colaconema minimum (Collins) Woelkerling, 1973
- Colaconema monorhizum H.Stegenga, 1985
- Colaconema naumannii (Askenasy) Prud'homme van Reine, R.J.Haroun & L.B.T.Kostermans, 2005
- Colaconema nemalii (De Notaris ex L.Dufour) Stegenga, 1985
- Colaconema nemalionis (De Notaris ex L.Dufour) Stegenga, 1985
- Colaconema ophioglossum (Schneider) Afonso-Carrillo, Sansón & Sangil, 2003
- Colaconema panduripodium H.Stegenga, J.J.Bolton & R.J.Anderson, 1997
- Colaconema proskaueri (J.A.West) P.W.Gabrielson, 2000
- Colaconema punctatum (E.Y.Dawson) J.N.Norris, 2014
- Colaconema rhizoideum (K.M.Drew) P.W.Gabrielson, 2000
- Colaconema sarconemae A.A.Aleem, 1980
- Colaconema savianum (Meneghini) R.Nielsen, 1994
- Colaconema scinaiae (E.Y.Dawson) J.N.Norris, 2014
- Colaconema sinicola (E.Y.Dawson) J.N.Norris, 2014
- Colaconema subtilissimum (Kützing) Alongi, Cormaci & G.Furnari, 2017
- Colaconema tetrasporum (Garbary & Rueness) Athanasiadis, 1996
- Colaconema thuretii (Bornet) P.W.Gabrielson, 2000
- Colaconema variabile (K.M.Drew) J.N.Norris, 2014